# Инновационный культурный центр (Первоуральск)

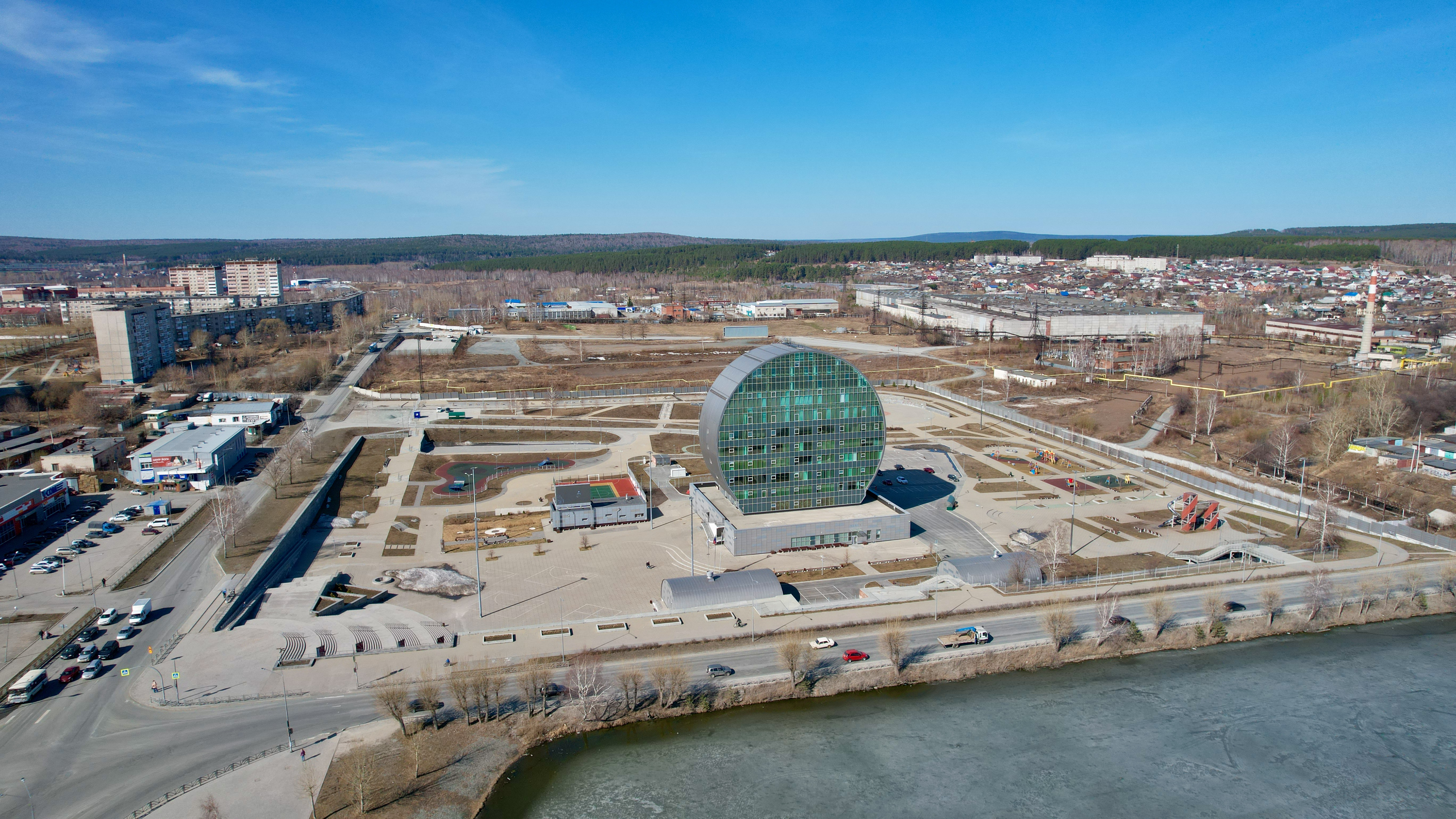
Вид с высоты

Инновационный культурный центр  — федеральный проект, реализованный в рамках исполнения майских Указов Президента Российской Федерации. Открылся в сентябре 2016 года. Это первый инновационный культурный центр на территории Российской Федерации.
Проект здания был разработан в соответствии с концепцией московского архитектора Бориса Бернаскони. Здание имеет оригинальную круглую форму, напоминающую разрез трубы. И это неслучайно: центр был построен на историческом месте, где в 1731 году Никитой Демидовым и его сыном Василием был основан Васильево-Шайтанский железоделательный завод, давший жизнь современному городу Первоуральску.
С 2017 года в состав ИКЦ вошли два филиала в Екатеринбурге: «Свердловский областной фильмофонд» и «Балетная труппа «ТанцТеатр».

## История
Идея создания культурного центра принадлежала Владиславу Суркову, а поручение о создании Центра отдал Дмитрий Медведев. 26 марта 2013 года Сурков и руководство Свердловской области заложили первый камень в основании будущего здания. Незадолго до того Сурков основал аналогичный центр в Калуге. Изначально проект носил название «Дом новой культуры» (сокращено ДНК-центр), но в ноябре 2013 года был переименован в «Инновационный культурный центр».
Изначально было запланировано создание трёх «домов новой культуры» (в Первоуральске, Калуге и во Владивостоке), причём все они должны были быть построены по принципам советских домов культуры 1920-х годов и иметь один общий центр — институт в Сколково.
Здание Центра спроектировано (как и здание Ельцин-центра в Екатеринбурге) архитектурным бюро BERNASKONI во главе с Борисом Бернаскони.
Строительство восьмиэтажного здания Центра было завершено в начале 2016 года. Финансирование строительства шло как за счёт федерального бюджета, так и за счёт Свердловской области:
- Более 520 млн руб. выделили из федерального бюджета;
- 194 млн руб. — из бюджета Свердловской области на снос строений промышленной площадки Центра (площадь участка 5 гектар);
- 65 млн рублей выделено из бюджета Свердловской области на благоустройство центра.[значимость факта?]

16 сентября 2016 года Центр был открыт. Вход в Центр бесплатный, но на некоторые мероприятия надо приобретать входной билет. За первый год работы Центр посетили около 65 тысяч человек. В 2025 году планируется встреча миллионного посетителя.
В 2017 году открылся инновационный культурный центр в Калуге. Во Владивостоке по состоянию на 2019 год здание инновационного культурного центра стояло в недостроенном виде, причём работы на объекте не велись.

## Направления

### Музей горнозаводской цивилизации
Постоянная экспозиция «Музей горнозаводской цивилизации» — уникальный проект интерактивного путешествия по страницам истории уральской промышленности, техники и культуры представит Свердловскую область, как территорию, унаследовавшую лучшие традиции российских мастеров.

### Выставки
На площадке ИКЦ действуют 4 общедоступных выставочных пространства. Регулярно проходят выставки уральских и российских художников и скульпторов.

### Студия анимации
Студия анимации Инновационного культурного центра открылась в августе 2018 года. Оснащена профессиональным оборудованием и имеет множество пространств для реализации творческих идей. В их числе: видеомонтажные, студия записи и сведения звука, уникальная для Уральского региона студия Motion capture, где используется технология «захвата движения».
С 2020 по 2025 год команда профессиональных художников-аниматоров под руководством заслуженного художника РФ Сергея Айнутдинова выпустила в свет шесть короткометражных мультфильмов про Урал — его достопримечательности, мифы и легенды; про историю родного края. В копилке уральских аниматоров — проекты про наклонную Невьянскую башню, писателя Бажова, Шигирского идола и даже про легендарный мотоцикл М-72. В 2023 году завершена работа над документальным сериалом, посвященным истории уральской анимации — всего пять серий, подробно освещающих зарождение и расцвет мультипликации на Урале.[значимость факта?]
Кроме того, на студии созданы документальные фильмы: «Синяя птица супругов Медведевых», «Были Билимбая», «Поэзия рождения валенок».[значимость факта?]

### Рисованная анимация для детей
Профессиональные художники-аниматоры учат школьников азам классической рисованной анимации. Каждый ребенок, создавая собственный мультфильм, выступает в роли сценариста, режиссера и художника.

### Студия записи и сведения звука
Включает в себя станцию записи и сведения звука, а также речевую и шумовую. Акустическое оформление речевой приспособлено для записи голоса, а шумовой — для записи синхронных шумов, например, звука шагов, бьющейся посуды, шороха дождя и музыкальных инструментов. Профессиональная станция записи и сведения звука оборудована акустической системой 7.1., позволяющей записывать и монтировать многоканальный звук.

### Школа олимпиадного программирования
Ранняя профориентация школьников на наукоемкие профессии, которая способствует становлению российских специалистов в области информатики, вычислительной техники и программирования.[значимость факта?]

### Школа когнитивного развития
Новые направления работы в сфере когнитивного и психологического развития населения – как перспектива к формированию ментально здорового поколения и общества в целом.[значимость факта?]

### Школа компьютерной грамотности
Компьютерные курсы для пожилых людей – одно их самых востребованных направлений обучения, где слушатели быстро освоят навыки уверенной работы с компьютером.[значимость факта?]

### Зал электронных ресурсов
Зал электронных ресурсов Информационно-библиотечного центра — это электронная библиотека, которая предоставляет гражданам свободный и бесплатный доступ к национальным и мировым полнотекстовым информационным базам данных.[значимость факта?]

### FabLab. Проектно-издательская лаборатория
Обучение направлениям инновационной деятельности, традиционным и новейшим издательским технологиям. Услуги по оперативному производству малотиражной печатной продукции.[значимость факта?]

### Организация мероприятий
Инновационный культурный центр располагает двумя площадками, которые подойдут для проведения мероприятий широкой направленности и любого уровня.[значимость факта?]

### Добровольчество в сфере культуры
Цель Регионального ресурсного центра добровольчества в сфере культуры — создание инфраструктуры поддержки добровольчества (волонтерства) в сфере культуры для повышения эффективности работы волонтерского движения и повышения уровня качества социокультурной жизни на территории Свердловской области. На данный момент сформирована «Лига друзей ИКЦ». Это команда людей, которые на добровольных началах принимают участие в организации значимых социокультурных проектов областного и всероссийского уровня.[значимость факта?]

### Инклюзивная творческая лаборатория
В рамках федерального проекта «Придумано в России» в каждом регионе страны на базе учреждений культуры открываются инклюзивные творческие лаборатории (ИТЛ).[значимость факта?] Концепция создания ИТЛ на базе ГАУК СО «Инновационный культурный центр» (ИТЛ ИКЦ) направлена на раскрытие творческого потенциала людей с инвалидностью и их активное участие в жизни общества.[значимость факта?]

### Туристско-информационный центр
В Туристско-информационном центре можно бесплатно получить всю необходимую информацию о событийных мероприятиях, турмаршрутах, объектах показа, средствах размещения, расположенных не только в Первоуральске, но и в Свердловской области в целом.[значимость факта?]

### Свердловский областной фильмофонд
Свердловский областной фильмофонд осуществляет работу с кинозалами области  по следующим социально-значимым направлениям:
- - культурно-образовательное
- - патриотическое воспитание граждан
- - профилактика асоциальных явлений и пропаганда здорового образа жизни.

На сегодняшний день в стенах фильмофонда хранится свыше 4 тысяч копий фильмов: художественных, документальных, научно-популярных, мультипликационных.[значимость факта?]

### ТанцТеатр
ТанцТеатр родился в 1990 году и стал объединением профессиональных артистов. ТанцТеатр имеет свою художественную концепцию, свой стиль. ТанцТеатр, создавший более тридцати оригинальных спектаклей, способствует развитию современного российского хореографического театра.[значимость факта?] Приказ о реорганизации театра подписан министром культуры Свердловской области Светланой Учайкиной 25 апреля 2025 года. Процесс ликвидации балетной труппы, входящей в состав Инновационного культурного центра, завершится к 1 июля 2025 года.